# Karl Dummler
Karl Dummler (* 16. April 1921 in Gochsheim, Baden; † 31. März 2010 in Stuttgart) war ein deutscher Jurist im Kirchendienst.

## Werdegang
Dummler war nach Promotion im Fach Rechtswissenschaften ab 1953 für die Leitung der Evangelischen Landeskirche in Württemberg tätig. Er war zunächst verantwortlicher Referent für das Haushalts- und Finanzwesen der Landeskirche. Ab 1971 war er Vorsitzender der Steuerkommission der Evangelischen Kirche in Deutschland (EKD) und erwarb sich bundesweit einen Ruf als Experte für Kirchensteuerrecht. Von 1955 bis zum Eintritt in den Ruhestand im Juli 1986 war er Mitglied des Stuttgarter Oberkirchenrats und ab 1979 dessen Direktor. 
Er gehörte von 1955 bis 1971 dem Rundfunkrat des Süddeutschen Rundfunks (SDR) an und war Mitglied im Landesschulbeirat Baden-Württemberg. Daneben war er Vorstandsmitglied und Schatzmeister der Arbeitsgemeinschaft der Evangelischen Jugend in Deutschland.

## Ehrungen
- 1986: Großes Verdienstkreuz der Bundesrepublik Deutschland
- 1995: Verdienstmedaille des Landes Baden-Württemberg